# Filmografia de Catherine Deneuve
Esta é a filmografia de Catherine Deneuve, atriz da França.
| Ano  | Título                                                                | Papel                                                  | Diretor                                           | Co-estrelas                                                                                              |
| ---- | --------------------------------------------------------------------- | ------------------------------------------------------ | ------------------------------------------------- | --- |
| 1957 | Les collégiennes                                                      | Une grande                                             | André Hunebelle                                   | Agnes Laurent, Christine Carère, Estella Blain, Gaby Morlay, Marie-Hélène Arnaud                         |
| 1960 | L'homme à femmes                                                      | Catherine                                              | Jacques-Gérard Cornu                              | Mel Ferrer, Danielle Darrieux, Catherine Deneuve, Claude Rich, Pierre Brice                              |
| 1960 | Les portes claquent                                                   | Dany                                                   | Michel Fermaud e Jacques Poitrenaud               | Catherine Deneuve, Hélène Dieudonné, Françoise Dorleac                                                   |
| 1962 | Et Satan conduit le bal                                               | Manuelle                                               | Grisha Dabat                                      | Jacques Perrin, Catherine Deneuve, Henri-Jacques Huet, Françoise Brion, Bernadette Lafont                |
| 1962 | Les parisiennes                                                       | Sophie (segment "Sophie")                              | Marc Allégret                                     | Catherine Deneuve, Johnny Hallyday, Elina Labourdette                                                    |
| 1963 | Le vice et la vertu                                                   | Justine Morand, a virtude                              | Roger Vadim                                       | Annie Girardot, Catherine Deneuve, Robert Hossein                                                        |
| 1963 | Vacances portugaises                                                  | Catherine                                              | Pierre Kast                                       | Françoise Arnoul, Michel Auclair, Jean-Pierre Aumont, Jean-Marc Bory, Françoise Brion, Catherine Deneuve |
| 1964 | La Costanza della ragione                                             | Lori                                                   | Pasquale Festa Campanile                          | Sami Frey, Catherine Deneuve, Enrico Maria Salerno, Norma Bengell                                        |
| 1964 | Os Guarda-chuvas do Amor                                              | Geneviève Emery                                        | Jacques Demy                                      | Catherine Deneuve, Nino Castelnuovo                                                                      |
| 1964 | Les plus belles escroqueries du monde                                 | Swindler (segment "L'homme qui vendit la Tour Eiffel") | Claude Chabrol                                    | Catherine Deneuve, Jean-Pierre Cassel                                                                    |
| 1964 | La chasse à l'homme                                                   | Denise                                                 | Edouard Molinaro                                  | Jean-Paul Belmondo,Jean-Claude Brialy, Françoise Dorléac                                                 |
| 1964 | Un monsieur de compagnie                                              | Isabelle                                               | Philippe de Broca                                 | Jean-Pierre Cassel, Jean-Pierre Marielle                                                                 |
| 1965 | Repulsa ao Sexo                                                       | Carole Ledoux                                          | Roman Polanski                                    | Ian Hendry, John Fraser, Yvonne Furneaux                                                                 |
| 1965 | Les petits chats                                                      |                                                        | Jacques R. Villa                                  | Geneviève Galéa, Sylviane Margollé, Sylvie Dorléac, Maïté Andres                                         |
| 1965 | Das Liebeskarussell (segmento Angela)                                 | Angela Claasen                                         | Rolf Thiele, Axel von Ambesser, Alfred Weidenmann | Gert Fröbe                                                                                               |
| 1965 | Le chant du monde                                                     | Clara                                                  | Marcel Camus                                      | Hardy Krüger, Charles Vanel                                                                              |
| 1966 | La vie de château                                                     | Marie                                                  | Jean-Paul Rappeneau                               | Pierre Brasseur, Philippe Noiret                                                                         |
| 1966 | Les créatures                                                         | Mylène                                                 | Agnès Varda                                       | Michel Piccoli, Eva Dahlbeck                                                                             |
| 1967 | Les Demoiselles de Rochefort                                          | Delphine Garnier                                       | Jacques Demy                                      | George Chakiris, Françoise Dorléac, Jacques Perrin, Michel Piccoli                                       |
| 1967 | A Bela da Tarde                                                       | Séverine Serizy / Bela da Tarde                        | Luis Buñuel                                       | Jean Sorel, Michel Piccoli                                                                               |
| 1968 | Benjamin ou Les mémoires d'un puceau                                  | Anne                                                   | Michel Deville                                    | Michèle Morgan, Michel Piccoli, Pierre Clémenti                                                          |
| 1968 | Manon 70                                                              | Manon                                                  | Jean Aurel                                        | Jean-Claude Brialy, Sami Frey                                                                            |
| 1968 | Mayerling                                                             | Maria Vetsera                                          | Terence Young                                     | Omar Sharif, James Mason, Ava Gardner                                                                    |
| 1968 | La chamade                                                            | Lucile                                                 | Alain Cavalier                                    | Michel Piccoli, Roger Van Hool                                                                           |
| 1969 | Um Dia em Duas Vidas                                                  | Catherine Gunther                                      | Stuart Rosenberg                                  | Jack Lemmon                                                                                              |
| 1969 | A Sereia do Mississipi                                                | Julie Roussel/Marion Vergano                           | François Truffaut                                 | Jean-Paul Belmondo                                                                                       |
| 1969 | Tout peut arriver                                                     | Interviewee                                            | Philippe Labro                                    | Jean-Claude Bouillon, Prudence Harrington                                                                |
| 1970 | Tristana                                                              | Tristana                                               | Luis Buñuel                                       | Fernando Rey, Franco Nero                                                                                |
| 1970 | Pele de Asno                                                          | La princesse/'Peau d'âne'                              | Jacques Demy                                      | Jean Marais, Jacques Perrin, Micheline Presle                                                            |
| 1971 | Ça n'arrive qu'aux autres                                             | Catherine                                              | Nadine Trintignant                                | Marcello Mastroianni                                                                                     |
| 1972 | Liza                                                                  | Liza                                                   | Marco Ferreri                                     | Marcello Mastroianni                                                                                     |
| 1972 | Un flic                                                               | Cathy                                                  | Jean-Pierre Melville                              | Alain Delon, Richard Crenna                                                                              |
| 1973 | L'événement le plus important depuis que l'homme a marché sur la lune | Irène de Fontenoy                                      | Jacques Demy                                      | Marcello Mastroianni                                                                                     |
| 1974 | Touche pas à la femme blanche                                         | Marie-Hélène de Boismonfrais                           | Marco Ferreri                                     | Marcello Mastroianni                                                                                     |
| 1974 | Fatti di gente perbene                                                | Linda Murri                                            | Mauro Bolognini                                   | Giancarlo Giannini, Fernando Rey, Tina Aumont                                                            |
| 1974 | La femme aux bottes rouges                                            | Françoise LeRoi                                        | Juan Luis Buñuel                                  | Fernando Rey, Adalberto Maria Merli, Jacques Weber                                                       |
| 1975 | Zig zig                                                               | Marie - cantora e prostituta                           | László Szabó                                      | Bernadette Lafont Walter Chiari                                                                          |
| 1975 | L'agression                                                           | Sarah                                                  | Gérard Pirès                                      | Jean-Louis Trintignant                                                                                   |
| 1975 | O Selvagem                                                            | Nelly                                                  | Jean-Paul Rappeneau                               | Yves Montand                                                                                             |
| 1975 | Hustle                                                                | Nicole Britton                                         | Robert Aldrich                                    | Burt Reynolds                                                                                            |
| 1976 | Si c'était à refaire                                                  | Catherine Berger                                       | Claude Lelouch                                    | Anouk Aimée                                                                                              |
| 1977 | Almas Perdidas                                                        | Sofia Stolz                                            | Dino Risi                                         | Vittorio Gassman, Danilo Mattei                                                                          |
| 1977 | March or Die                                                          | Simone Picard                                          | Dick Richards                                     | Gene Hackman, Terence Hill                                                                               |
| 1977 | Casotto                                                               | Donna del sogno                                        | Sergio Citti                                      | Clara Algranti, McKenzie Bailey, Gino Barzacchi                                                          |
| 1978 | L'Argent des autres                                                   | Cécile Rainier                                         | Christian de Chalonge                             | Jean-Louis Trintignant, Laura Kornbluh, Michèle Kornbluh                                                 |
| 1979 | Écoute voir...                                                        | Claude Alphand                                         | Hugo Santiago                                     | Sami Frey, Antoine Vitez, Anne Parillaud                                                                 |
| 1979 | Ils sont grands, ces petits                                           | Louise Mouchin                                         | Joël Santoni                                      | Claude Brasseur, Claude Piéplu, Eva Darlan                                                               |
| 1979 | A Nós Dois                                                            | Françoise                                              | Claude Lelouch                                    | Jacques Dutronc                                                                                          |
| 1979 | Courage fuyons                                                        | Eva                                                    | Yves Robert                                       | Jean Rochefort, Philippe Leroy                                                                           |
| 1980 | O Último Metro                                                        | Marion Steiner                                         | François Truffaut                                 | Gérard Depardieu, Jean Poiret                                                                            |
| 1980 | Je vous aime                                                          | Alice                                                  | Claude Berri                                      | Jean-Louis Trintignant, Gérard Depardieu, Serge Gainsbourg                                               |
| 1981 | Le choix des armes                                                    | Nicole Durieux                                         | Alain Corneau                                     | Yves Montand,Gérard Depardieu                                                                            |
| 1981 | Hôtel des Amériques                                                   | Hélène                                                 | André Téchiné                                     | Patrick Dewaere, Etienne Chicot                                                                          |
| 1982 | Le choc                                                               | Claire                                                 | Robin Davis, Alain Delon                          | Alain Delon, Philippe Léotard, Etienne Chicot                                                            |
| 1983 | L'africain                                                            | Charlotte                                              | Philippe de Broca                                 | Philippe Noiret, Jean-François Balmer                                                                    |
| 1983 | Fome de Viver                                                         | Miriam                                                 | Tony Scott                                        | David Bowie, Susan Sarandon                                                                              |
| 1984 | Le bon plaisir                                                        | Claire Després                                         | Francis Girod                                     | Michel Serrault,Jean-Louis Trintignant                                                                   |
| 1984 | Fort Saganne                                                          | Louise                                                 | Alain Corneau                                     | Gérard Depardieu, Philippe Noiret, Sophie Marceau                                                        |
| 1984 | Paroles et musique                                                    | Margaux                                                | Elie Chouraqui                                    | Christopher Lambert, Richard Anconina                                                                    |
| 1986 | Speriamo che sia femmina                                              | Claudia                                                | Mario Monicelli                                   | Liv Ullmann, Philippe Noiret                                                                             |
| 1986 | Le lieu du crime                                                      | Lili Ravenel                                           | André Téchiné                                     | Danielle Darrieux, Wadeck Stanczak, Nicolas Giraudi                                                      |
| 1987 | Agent trouble                                                         | Amanda Weber                                           | Jean-Pierre Mocky                                 | Richard Bohringer, Tom Novembre, Dominique Lavanant                                                      |
| 1988 | Fréquence meurtre                                                     | Jeanne Quester                                         | Élisabeth Rappeneau                               | André Dussollier, Martin Lamotte, Etienne Chicot                                                         |
| 1988 | Drôle d'endroit pour une rencontre                                    | France                                                 | François Dupeyron                                 | Gérard Depardieu, André Wilms, Nathalie Cardone                                                          |
| 1991 | La reine blanche                                                      | Liliane Ripoche                                        | Jean-Loup Hubert                                  | Richard Bohringer, Bernard Giraudeau, Jean Carmet                                                        |
| 1992 | Indochina                                                             | Eliane                                                 | Régis Wargnier                                    | Vincent Perez, Linh Dan Pham                                                                             |
| 1993 | Minha Estação Preferida                                               | Emilie                                                 | André Téchiné                                     | Daniel Auteuil, Marthe Villalonga, Jean-Pierre Bouvier, Chiara Mastroianni                               |
| 1994 | La partie d'échecs                                                    | Marquise                                               | Yves Hanchar                                      | Pierre Richard, Denis Lavant                                                                             |
| 1995 | As Cento e Uma Noites                                                 | La star-fantasme                                       | Agnès Varda                                       | Michel Piccoli, Marcello Mastroianni                                                                     |
| 1995 | O Convento                                                            | Hélène                                                 | Manoel de Oliveira                                | John Malkovich, Luís Miguel Cintra                                                                       |
| 1996 | Os Ladrões                                                            | Marie Leblanc                                          | André Téchiné                                     | Daniel Auteuil, Laurence Côte                                                                            |
| 1996 | Court toujours: L'inconnu (TV)                                        | Marianne                                               | Ismaël Ferroukhi                                  | Miki Manojlovic, Anny Romand, Jeanne Labrune                                                             |
| 1997 | Genealogias De Um Crime                                               | Jeanne/Solange                                         | Raoul Ruiz                                        | Michel Piccoli, Melvil Poupaud                                                                           |
| 1997 | Sans titre                                                            |                                                        | Leos Carax                                        | Guillaume Depardieu, Yekaterina Golubeva                                                                 |
| 1998 | Place Vendôme                                                         | Marianne Malivert                                      | Nicole Garcia                                     | Jean-Pierre Bacri, Emmanuelle Seigner                                                                    |
| 1999 | Le vent de la nuit                                                    | Hélène                                                 | Philippe Garrel                                   | Daniel Duval, Xavier Beauvois                                                                            |
| 1999 | Belle maman                                                           | Léa                                                    | Gabriel Aghion                                    | Vincent Lindon                                                                                           |
| 1999 | Pola X                                                                | Marie                                                  | Leos Carax                                        | Guillaume Depardieu, Yekaterina Golubeva                                                                 |
| 1999 | O Tempo Redescoberto                                                  | Odette de Crecy                                        | Raoul Ruiz                                        | Emmanuelle Béart, Vincent Perez, John Malkovich                                                          |
| 1999 | Leste - Oeste, O Amor No Exílio                                       | Gabrielle Develay                                      | Régis Wargnier                                    | Oleg Menshikov, Sandrine Bonnaire                                                                        |
| 2000 | Dançando no Escuro                                                    | Kathy                                                  | Lars von Trier                                    | Björk |
| 2001 | Vou para Casa                                                         | Marguerite                                             | Manoel de Oliveira                                | Michel Piccoli, John Malkovich                                                                           |
| 2001 | Absolument fabuleux                                                   | Une spectatrice du défilé                              | Gabriel Aghion                                    | Josiane Balasko, Nathalie Baye                                                                           |
| 2001 | A Vingança do Mosqueteiro                                             | A Rainha                                               | Peter Hyams                                       | Mena Suvari, Stephen Rea, Tim Roth                                                                       |
| 2001 | Le petit poucet                                                       | A rainha                                               | Olivier Dahan                                     | Nils Hugon, Raphaël Fuchs-Willig, William Touil                                                          |
| 2002 | 8 Mulheres                                                            | Gaby                                                   | François Ozon                                     | Isabelle Huppert, Emmanuelle Béart, Fanny Ardant                                                         |
| 2002 | Au plus près du paradis                                               | Fanette                                                | Tonie Marshall                                    | William Hurt, Bernard Le Coq, Hélène Fillières                                                           |
| 2003 | "Les liaisons dangereuses" TV mini-séries                             | Marquise Isabelle de Merteuil                          | Josée Dayan                                       | Rupert Everett, Nastassja Kinski, Danielle Darrieux                                                      |
| 2003 | Um Filme Falado                                                       | Delfina                                                | Manoel de Oliveira                                | Leonor Silveira, Filipa de Almeida, John Malkovich                                                       |
| 2004 | Princesse Marie (TV)                                                  | Marie Bonaparte                                        | Benoît Jacquot                                    | Heinz Bennent, Anne Bennent                                                                              |
| 2004 | Reis E Rainha                                                         | Mme Vasset                                             | Arnaud Desplechin                                 | Emmanuelle Devos, Mathieu Amalric                                                                        |
| 2004 | Os Tempos que Mudam                                                   | Cécile                                                 | André Téchiné                                     | Gérard Depardieu, Gilbert Melki                                                                          |
| 2005 | Palácio Real                                                          | Eugénia                                                | Valérie Lemercier                                 | Valérie Lemercier, Lambert Wilson                                                                        |
| 2006 | O Ritual da Pedra                                                     | Sybille Weber                                          | Guillaume Nicloux                                 | Monica Bellucci                                                                                          |
| 2006 | "Nip/Tuck" - episodio: Diana Lubey                                    | Diana Lubey                                            | Charles Haid                                      | Dylan Walsh, Julian McMahon                                                                              |
| 2006 | Segredos De Cabaré                                                    | Alice Mirmont                                          | Thierry Klifa                                     | Gérard Lanvin, Emmanuelle Béart                                                                          |
| 2007 | Après lui                                                             | Camille                                                | Gaël Morel                                        | Thomas Dumerchez, Guy Marchand                                                                           |
| 2007 | Persepolis                                                            | Sra. Satrapi - mãe de Marjane (voz)                    | Vincent Paronnaud e Marjane Satrapi               | Chiara Mastroianni                                                                                       |
| 2007 | Frühstück mit einer Unbekannten (TV)                                  | Elegante Dame                                          | Maria von Heland                                  | Julia Jentsch, Jan Josef Liefers, Stefan Kurt                                                            |
| 2008 | Um Conto de Natal                                                     | Junon                                                  | Arnaud Desplechin                                 | Jean-Paul Roussillon, Anne Consigny, Mathieu Amalric                                                     |
| 2008 | Je veux voir                                                          | L'actrice célèbre                                      | Joana Hadjithomas, Khalil Joreige                 | Rabih Mroue                                                                                              |
| 2008 | Mes Stars et moi                                                      | Solange Duvivier                                       | Laetitia Colombani                                | Kad Merad, Emmanuelle Béart                                                                              |
| 2009 | La fille du RER                                                       | Louise                                                 | André Téchiné                                     | Émilie Dequenne, Michel Blanc                                                                            |
| 2009 | Cyprien                                                               | Vivianne Wagner                                        | David Charhon                                     | Elie Semoun, Léa Drucker                                                                                 |
| 2009 | Mères et Filles                                                       | Martine                                                | Julie Lopes-Curval                                | Marina Hands                                                                                             |
| 2010 | L'Homme qui voulait vivre sa vie                                      | Anne                                                   | Éric Lartigau                                     | Romain Duris                                                                                             |
| 2010 | Potiche                                                               | Suzanne Pujol                                          | François Ozon                                     | Gérard Depardieu                                                                                         |
| 2011 | Les Yeux de sa mère                                                   | Lena Weber                                             | Thierry Klifa                                     | Géraldine Pailhas                                                                                        |
| 2011 | Les Bien-Aimés                                                        | Madeleine                                              | Christophe Honoré                                 | Chiara Mastroianni, Ludivine Sagnier, Louis Garrel                                                       |
| 2012 | Linhas de Wellington                                                  | ?                                                      | Valeria Sarmiento                                 | John Malkovich, Isabelle Huppert, Mathieu Amalric                                                        |